# Cantó de Semur-en-Auxois
El cantó de Semur-en-Auxois és un cantó francès del departament de la Costa d'Or, a la regió de Borgonya. Està inclòs en el districte de Montbard. Té 29 municipis i el cap cantonal és Semur-en-Auxois.

## Municipis
- Bard-lès-Époisses
- Charigny
- Chassey
- Corrombles
- Corsaint
- Courcelles-Frémoy
- Courcelles-lès-Semur
- Époisses
- Flée
- Forléans
- Genay
- Jeux-lès-Bard
- Juilly
- Lantilly
- Magny-la-Ville
- Massingy-lès-Semur
- Millery
- Montberthault
- Montigny-sur-Armançon
- Pont-et-Massène
- Saint-Euphrône
- Semur-en-Auxois
- Souhey
- Torcy-et-Pouligny
- Toutry
- Vic-de-Chassenay
- Vieux-Château
- Villars-et-Villenotte
- Villeneuve-sous-Charigny

## Història
| Data d'elecció                           | Identitat          | Partit               | Qualitat |
| ---------------------------------------- | ------------------ | -------------------- | -------- |
| 1945-1988                                | Robert Morlevat    | radical, després PRG |          |
| 1988-1994                                | Jean-Marie Magnien | RPR                  |          |
| 1994-2001                                | Michel Neugnot     | PS                   |          |
| 2001-                                    | Marc Patriat       | RPR, després UMP     |          |
| les dades anteriors no són pas conegudes |                    |                      |          |
|                                          |                    |                      |          |

## Demografia
| A partir de 1990 : Població sense dobles comptes |